# غراهام جيسوب
غراهام جيسوب (بالإنجليزية: Graham Jessop)‏ هو عالم إنسان بريطاني، ولد في 5 يونيو 1957.